# Linimo
Linimo (リニモ?, Rinimo), in origine Linea ad alta velocità di Aichi Tōbu Kyūryō (愛知高速交通東部丘陵線?, Aichi Kōsoku Kōtsū Tōbu Kyūryō-sen) è un treno a levitazione magnetica situato ad Aichi, in Giappone, vicino alla città di Nagoya. Realizzato principalmente con lo scopo di collegare il sito dell'Expo 2005, la linea opera oggi come tratta per la comunità locale.

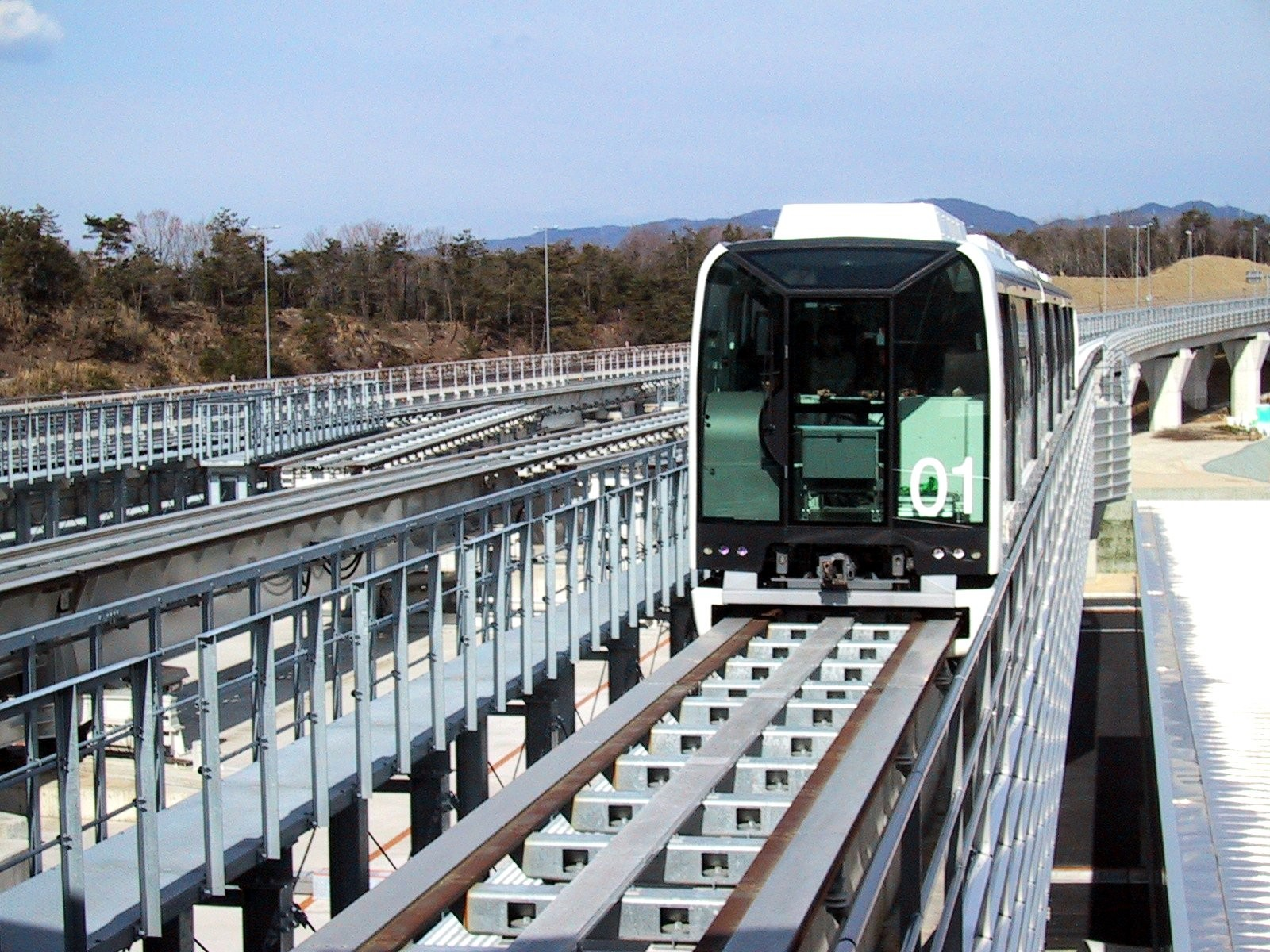
Un convoglio in arrivo alla stazione di Banpaku Kinen Koen, diretto a Fujigaoka

Linimo è posseduto e gestito dalla società Aichi Rapid Transit Co., Ltd. (愛知高速交通株式会社?, Aichi Kōsoku Kōtsū Kabushiki Gaisha), che lo definisce come il primo "maglev urbano" al mondo, anche se di fatto è stato preceduto dal Birmingham Maglev (1984) e dalla M-Bahn di Berlino (1991).

## Caratteristiche
Il motore lineare a levitazione magnetica ha una velocità massima di 100 km/h sollevando il convoglio di 8 mm sopra i binari durante il movimento, non essendo quindi inteso come trasporto ad altissima velocità. La linea è dotata di 9 stazioni ed è lunga 8,9 km, con un raggio operativo massimo di 75 metri e un gradiente del 6%. I treni sono stati progettati dalla Chubu HSST Development Corporation, che opera anche dei binari di test a Nagoya. La costruzione del tracciato è costata ¥60 miliardi di yen (575 milioni di dollari americani), mentre il valore dei treni è di 40,5 miliardi di yen (380 milioni di dollari). La costruzione completa della linea è così arrivata a circa 100 milioni di dollari al km.

## Cronologia della costruzione
- 3 ottobre 2001 — Ottenuto il permesso di costruire
- 6 marzo 2005 — La linea viene aperta al pubblico
- 3 luglio 2005 — Raggiunti i 10 milioni di passeggeri
- 1º aprile 2006 — Le stazioni L07 e L09 sono rinominate

## Stazioni
| Num. | Icona | Stazione                | Giapponese                                                                       | Distanza | Collegamenti                 | Posizione | Posizione       |
| ---- | ----- | ----------------------- | -------------------------------------------------------------------------------- | -------- | ---------------------------- | --------- | --------------- |
| L01  |       | Fujigaoka               | 藤が丘                                                                           | 0.0      | Linea Higashiyama (H22)      | Aichi     | Meitō-ku Nagoya |
| L02  |       | Hanamizuki-dōri         | はなみずき通                                                                     | 1.4      |                              | Aichi     | Nagakute        |
| L03  |       | Irigaike-kōen           | 杁ヶ池公園                                                                       | 2.3      |                              | Aichi     | Nagakute        |
| L04  |       | Nagakute Kosenjō        | 長久手古戦場                                                                     | 3.4      |                              | Aichi     | Nagakute        |
| L05  |       | Geidai-dōri             | 芸大通                                                                           | 4.5      |                              | Aichi     | Nagakute        |
| L06  |       | Kōen-nishi              | 公園西                                                                           | 6.0      |                              | Aichi     | Nagakute        |
| L07  |       | Aichikyūhaku-kinen-kōen | 愛・地球博記念公園 ("Expo Memorial Park") in origine Banpaku-kaijo ("Sito Expo") | 7.0      |                              | Aichi     | Nagakute        |
| L08  |       | Tōji-shiryōkan-minami   | 陶磁資料館南                                                                     | 8.0      |                              | Aichi     | Toyota          |
| L09  |       | Yakusa                  | 八草 in origine Banpaku-Yakusa                                                   | 8.9      | Linea circolare di Aichi(18) | Aichi     | Toyota          |

## Progetto cancellato in Taiwan
Nel 2006 c'era il progetto di utilizzare la tecnologia di Linimo per la linea Xinyi LRT, una linea proposta a Xinyi, Taipei, Taiwan. Il progetto venne tuttavia cancellato nel 2007.